# Live Era '87-'93
| Críticas profissionais | Críticas profissionais |
| Avaliações da crítica  | Avaliações da crítica  |
| Fonte                  | Avaliação              |
| ---------------------- | ---------------------- |
| Allmusic               | [ 1 ]                  |
| Rolling Stone          | [ 2 ]                  |

Live Era: '87-'93 é um álbum ao vivo da banda Guns N' Roses, lançado a 30 de Novembro de 1999. Trata-se do primeiro álbum em 6 anos, desde The Spaghetti Incident? (foi esta a única solução que a Geffen Records encontrou para lançar uma novidade do grupo). Curiosamente, este álbum foi lançado no mesmo dia de seu antecessor. Quando ele foi lançado, a maioria dos membros originais dos Guns N' Roses já haviam saído da banda. Além disso, este também é o primeiro álbum ao vivo da banda. Sobre este fato, há diversos rumores de que o álbum foi lançado - mesmo após a formação clássica da banda se desfazer - para "pagar" uma dívida de Axl Rose com a gravadora Universal Music, mesmo com Axl sendo contrário ao lançamento desse álbum. Assim, essa dívida teria sido paga com o lançamento deste álbum[carece de fontes?].
Foi o álbum mais vendido do mundo em 2000 e 2001, alcançando, até os dias atuais, a incrível marca de 22 milhões de cópias vendidas.

## O Álbum
| “ | “Não é bonito e conta com vários erros. Mas isso é Guns N' Roses, não a porra da Mahavishnu Orchestra. É o mais honesto possível” | ” |

O CD duplo ao vivo Live Era: '87-'93,  é uma compilação teste que reúne 22 músicas (23 na edição japonesa) tiradas dos shows dos Guns, a maioria da Use Your Illusion Tour. Por conta disso, Matt Sorum e Gilby Clarke aparecem muito mais que Steven Adler e Izzy Stradlin, a quem respectivamente substituíram. Mesmo assim, eles são creditados apenas como membros convidados. Este fato deixou Matt Sorum furioso com Axl Rose. Segundo o próprio “de repente eu virei apenas o tocador de pandeiro”. disse Matt, irônicamente.
A etapa de seleção do tracklist para este trabalho marcou a última comunicação real entre Axl Rose e Slash, embora a dupla tenha utilizado intermediários para estabelecer o contato. Porém, a criteriosa seleção consegue capturar a essência da banda ao vivo (como pode ser percebido nas declarações de Slash à revista Guitar World), nos anos dourados dela. O repertório inclui clássicos e ótimas canções, havendo espaço até para as chamadas "canções lado b", como Move To The City e Out Ta Get Me. A maior novidade ficou por conta da inclusão de “It’s Alright”, uma cover de uma canção pra lá de obscura do Black Sabbath. As ausências neste álbum ficaram por conta de Live and Let Die e Civil War, duas músicas muito populares da banda, e que foram tocadas durante toda a Use Your Illusion Tour.
Apesar de ser um álbum intitulado “Ao vivo”, grande parte dele foi feita em estúdio, com mais de 11 músicas parcialmente regravadas em estúdio, tanto vocalmente (Axl Rose regravou os vocais deste álbum entre 1997 e 1999) quanto instrumentalmente (Slash também regravou algumas partes de guitarra, no entanto, Axl e ele não se viram durante as gravações). Estranged, por exemplo, foi 99,8% regravada vocalmente (há pequenos samples da Apresentação de Tokyo, o resto é regravado).
A Faixa "Coma" só esta presente nas prensagens japonesas do álbum.
Em 2001, o Cd ganhou uma Promo no brasil, após o show do Rock In Rio no mesmo ano.

## Faixas
| Disco 1 |                                                             |                                    |         |  |
| N.º     | Título                                                      | Concerto                           | Duração |  |
| 1.      | "Nightrain" (Appetite for Destruction, em 1987)             | Las Vegas; 25 de Janeiro, 1992     | 5:18    |  |
| 2.      | "Mr. Brownstone" (Appetite for Destruction, in 1987)        | Londres; 31 de Agosto, 1991        | 5:42    |  |
| 3.      | "It's So Easy" (Appetite for Destruction, in 1987)          | Paris; 6 de Junho, 1992            | 3:28    |  |
| 4.      | "Welcome to the Jungle" (Appetite for Destruction, in 1987) | Buenos Aires; 5 de dezembro,1992   | 5:08    |  |
| 5.      | "Dust N' Bones" (Use Your Illusion I, em 1991)              | Nova Iorque; 16 de Maio, 1991      | 5:05    |  |
| 6.      | "My Michelle" (Appetite for Destruction, em 1987)           | Londres; 31 de Agosto, 1991        | 3:53    |  |
| 7.      | "You're Crazy" (G N' R Lies, em 1988)                       | Tóquio; 10 de Dezembro, 1988       | 4:45    |  |
| 8.      | "Used to Love Her" (G N' R Lies, em 1988)                   | Tóquio; 10 de Dezembro, 1988       | 4:17    |  |
| 9.      | "Patience" (G N' R Lies, em 1988)                           | Cidade do México;23 de abril, 1993 | 6:42    |  |
| 10.     | "It's Alright" (cover de Black Sabbath)                     | Houston; 4 de Setembro, 1992       | 3:07    |  |
| 11.     | "November Rain" (Use Your Illusion I, em 1991)              | Tóquio; 22 de Fevereiro, 1992      | 12:29   |  |

| Bonus Track - Edição Japonesa |                                       |                            |         |  |
| N.º                           | Título                                | Concerto                   | Duração |  |
| 12.                           | "Coma" (Use Your Illusion I, em 1991) | Omaha; 10 de Abril de 1993 | 10:48   |  |

| Disco 2 |                                                                                   |                                |         |  |
| N.º     | Título                                                                            | Concerto                       | Duração |  |
| 1.      | "Out ta Get Me" (Appetite for Destruction, em 1987)                               | Londres; 28 de Junho, 1987     | 4:33    |  |
| 2.      | "Pretty Tied Up" (Use Your Illusion II, em 1991)                                  | Tóquio; 22 de Fevereiro, 1992  | 5:25    |  |
| 3.      | "Yesterdays" (Use Your Illusion II, in 1991)                                      | Las Vegas; 25 de Janeiro, 1992 | 3:52    |  |
| 4.      | "Move to the City" (Live ?!*@ Like a Suicide, em 1986)                            | Tóquio; 22 de Fevereiro, 1992  | 8:00    |  |
| 5.      | "You Could Be Mine" (Use Your Illusion II, in 1991)                               | Tóquio; 22 de Fevereiro, 1992  | 6:02    |  |
| 6.      | "Rocket Queen" (Appetite for Destruction, in 1987)                                | Las Vegas; 25 de Janeiro, 1992 | 8:27    |  |
| 7.      | "Sweet Child o' Mine" (Appetite for Destruction, in 1987)                         | Paris; 6 de Junho, 1992        | 7:25    |  |
| 8.      | "Knockin' on Heaven's Door" (cover de Bob Dylan de Use Your Illusion II, em 1991) | Londres; 20 de Abril, 1992     | 7:27    |  |
| 9.      | "Don't Cry" (Use Your Illusion I, em 1991)                                        | Tóquio; 22 de Fevereiro, 1992  | 4:44    |  |
| 10.     | "Estranged" (Use Your Illusion II, em 1991)                                       | Tóquio; 22 de Fevereiro, 1992  | 9:52    |  |
| 11.     | "Paradise City" (Appetite for Destruction, em 1987)                               | Las Vegas; 25 de Janeiro, 1992 | 7:21    |  |

## Créditos

### Membros originais da banda
- W. Axl Rose – vocais, piano em "It's Alright" e "November Rain", percussão em "Paradise City"
- Slash – guitarra solo (1985-1997,2016-presente)
- Izzy Stradlin – guitarra rítmica, backing vocals, vocais em "Dust N' Bones" (1985-1991)
- Duff McKagan – baixo, backing vocals (1985-1997,2016-presente)
- Steven Adler – bateria (1985-1990,2016)
- Dizzy Reed – piano, sintetizador, backing vocals, percussão (1990-presente)

### Músicos Adicionais
- Matt Sorum – bateria, backing vocals (1991–1997)
- Gilby Clarke – guitarra rítmica, backing vocals (1992–1993)

### Músicos de Apoio
- Teddy Andreadis – backing vocals, harmônica, percussão, teclados (1992)
- Roberta Freeman – backing vocals (1992)
- Tracey Amos – backing vocals (1992)
- Cece Worrall – sopros (1992)
- Anne King – sopros (1992)
- Lisa Maxwell – sopros (1992)